# Пітайо річковий
Пітайо річковий (Ochthornis littoralis) — вид горобцеподібних птахів родини тиранових (Tyrannidae). Мешкає в Амазонії. Це єдиний представник монотипового роду Річковий пітайо (Ochthornis).

## Таксономія і систематика
Молекулярно-генетичне дослідження, проведене Телло та іншими в 2009 році дозволило дослідникам краще зрозуміти філогенію родини тиранових. Згідно із запропонованою ними класифікацією, рід Річковий пітайо (Ochthornis) належить до родини тиранових (Tyrannidae), підродини Віюдитиних (Fluvicolinae) і триби Півієвих (Contopini). До цієї триби систематики відносять також роди Бурий москверо (Cnemotriccus), Бронзовий москверо (Lathrotriccus), Москверо (Aphanotriccus), Монудо (Mitrephanes), Піві-малюк (Empidonax), Піві (Contopus), Феб (Sayornis) і Москверо-чубань (Xenotriccus).

## Опис
Довжина птаха становить 13,5 см. Забарвлення переважно світло-піщано-коричневе, нижня частина тіла і гузка світліші. Тім'я, крила і хвіст темно-коричневі. Над очима білі "брови". Дзьоб чорний.

## Поширення і екологія
Річкові пітайо мешкають на півдні Колумбії, на півдні Венесуели (Амасонас, Болівар), на півдні Гаяни, на сході Еквадору, на сході Перу, на північному заході і в центрі Бразилії, а також в Суринамі, Французькій Гвіані і на крайньому північному заході Бразилії (на північному сході Амапи)
Річкові пітайо живуть на берегах річок і струмків та на річкових островах. Зустрічаються на висоті до 600 м над рівнем моря. Живляться комахами та іншими безхребетними. Гніздо чашоподібне, розміщується на дереві на висоті до 3 м над землею. В кладці 3-4 яйця.

## Збереження
МСОП класифікує цей вид як такий, що не потребує особливих заходів зі збереження. Річкові пітайо є досить поширеним видом птахів в межах свого ареалу.